# UPT Tambak Sari
UPT Tambak Sari is een bestuurslaag in het regentschap Sumbawa Barat van de provincie West-Nusa Tenggara, Indonesië. UPT Tambak Sari telt 832 inwoners (volkstelling 2010).